# Natriumstearoyl-2-lactylaat
Natriumstearoyllactylaat (E481) is het natriumzout van stearoylmelkzuur, afgeleid van melkzuur en stearinezuur. Het is geen natuurlijk voorkomende stof.

## Synthese
De productie van de stearoyllactylaten begint met de afzonderlijke veresteren van melkzuur. Omdat melkzuur een zelf ook een hydroxylgroep bezit ontstaat een mengsel van esters met één, twee of drie melkzuureenheden die nog beschikken over de vrije hydroxylgroep van de laatste melkzuurrest. Dit mengsel wordt met stearinezuur verder veresterd waarbij de stearaatgroep aan de laatste melkzuurrest wordt gekoppeld. De laatste stap van de synthese vormt de verzepingen van een van de melkzuuresters met natriumhydroxide tot het natriumzout. De esterband met de stearaatgroep is minder gevoelig door het hydrofobe karakter van het stearaat. Het resulterend product is een mengsel van verschillende componenten, die van elkaar verschillen in het aantal melkzuurresten dat in het molecule voorkomt. De weergegeven structuurformule is die met 2 lactaateenheden.

## Toepassing
De stof wordt in de levensmiddelenindustrie gebruikt als emulgator en stabilisator, onder meer in bakwaren en dranken. Het is in de EU toegelaten met E-nummer E481. Zoals bij de productie is vermeld wordt een mengsel van gelijksoortige componenten als voedingsadditief gebruikt, natrium-di-2-stearoyllactaat is hierin de voornaamste component.